# Inmigración armenia en México
Los armenios en México son una comunidad de migrantes que llegaron a México desde principios del siglo XX, entre sus comunidades se encuentran estudiantes, comerciantes, obreros, artistas y empresarios. El mayor contingente de armenios llegó a México en la década de 1920. Actualmente hay una estimación no oficial de 2023 registraba alrededor de 3000 armenios en México.

## Historia

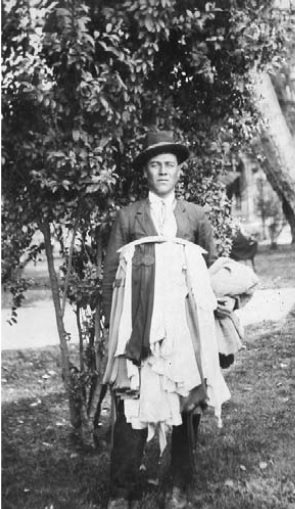
Vendedor ambulante de origen armenio en la Ciudad de México hacia 1925.

Los primeros armenios que emigraron hacia otros países desde la actual Turquía a finales del siglo XIX y principios del siglo XX, lo hicieron como exiliados debido al exterminio perpetrado por el Imperio Otomano. Aunque, durante el México colonial, hubo registros de cuatro armenios emigrados. Uno en 1686 y otros tres hacia 1723. Eran católicos, vivieron en la Ciudad de México y sus nombres fueron hispanizados. También existen registros de otros cuatro armenios emigrados antes del genocidio, en los primeros años del siglo XX, aunque se conoce sobre otros que vivieron en México sin existir constancia probatoria. Tras el genocidio armenio, desde la década de 1910 llegó un grupo de más de 300 personas.
En un principio los armenios no buscaban a México como lugar de destino final, ya que su intención era llegar a los Estados Unidos, pero las dificultades de ingreso obligaron a los armenios a permanecer en territorio mexicano. En 1921, Estados Unidos, mediante una ley, determinó una excepción para los extranjeros, aclarando que los inmigrantes que tenían un año de residencia en México, podían solicitar su ingreso al territorio estadounidense. Esto duró hasta 1924 y provocó que miles de armenios se radicaran en México. Desde entonces, muchos intentaron emigrar de forma ilegal.

En todo México hay apenas 350 armenios. La gran mayoría vive en la capital: la ciudad de México. Se puede decir que es la comunidad armenia más nueva. Previamente todos han llegado aquí a partir de 1920, en general se han congregado con el objetivo de pasar a los Estados Unidos, pero al no tener éxito, se han quedado aquí.
La armenidad en México (en armenio). Hayrenik, Boston, 1946.

Los armenios que ingresaron entre 1930 y 1933 (unos 36), ya tenían un familiar asentado con anterioridad en México, que había «arreglado» los permisos de ingreso debido a su dificultad. A partir de 1934 en adelante, la llegada de armenios no se incrementó. En los años siguientes, el gobierno mexicano también limitó la emigración desde la Unión Soviética, de la cual Armenia formó parte.
Los armenios, después de su arribo al Puerto de Veracruz, se establecieron en los barrios del centro de la Ciudad de México, sobre todo el barrio de La Merced, que concentraba hacia los años 1930 la gran mayoría de los inmigrantes armenios, además de griegos, judíos y árabes. En dicho barrio se encontraba La Victoria, de propiedad de un armenio. Dicho sitio se convirtió en lugar de encuentro y referencia para los inmigrantes llegados tras el genocidio. Algunos de los inmigrantes, participaron en reuniones que organizaba el partido político de la Federación Revolucionaria Armenia: Tashnaksutiún, de tendencia socialista. Todos los armenios hablaban tanto su idioma como el español, en especial los jóvenes.
La gran mayoría de los armenios censados en 1947 había ingresado a México entre 1922 y 1929 y estaban en la lista de «inasimilables»
de la Secretaría de Gobernación. A partir del último año, el gobierno mexicano comenzó a revisar detalladamente las solicitudes de visa para los inmigrantes, buscando que los llegados se fusionaran rápidamente con la sociedad, evitando que queden personas sin asimilarse. De los 345 armenios registrados, cuyos registros indicaban procedencia de la Unión Soviética, Armenia, Turquía y Grecia, 263 se establecieron en la Ciudad de México, de los cuales 76% vivía en La Merced, 9% en el Bariro de Buen Tono (en Colonia Doctores), 3% en el Barrio de Colonia Roma y 11% en otros barrios. Los que habitaban en Buen Tono, eran armenios de La Merced que ya habían alcanzado cierta estabilidad económica.
En cuanto a las ocupaciones laborales, muchos armenios se instalaron en La Merced en condiciones precarias tratando de iniciar algún negocio o dedicándose a los oficios aprendidos en los orfanatos de Medio Oriente. Otros se emplearon como vendedores ambulantes al momento de llegada, ahorrando lo suficiente para montar comercios o fábricas de zapatos.
La segunda generación de armenios en México, es decir, los jóvenes descendientes de los llegados en 1915, mantuvieron muy poco el idioma armenio y diversas tradiciones o costumbres, como las gastronómicas.

## Armenios notables
- Rosa Gloria Chagoyán, actriz mexicana de ascendencia armenia.